# Federalt dödsstraff i USA

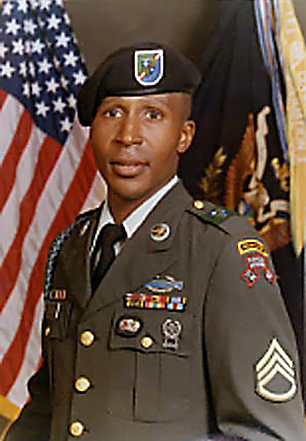
Louis Jones Jr., den senaste personen att avrättas av den federala statsmakten i USA.

Även om ungefär 1 000 personer har avrättats i USA sedan högsta domstolen 1976 återigen tillät dödsstraff i USA har endast tre personer avrättats av USA:s federala statsmakt. De flesta dödsstraff döms ut av och verkställs av någon av de 36 delstater som har dödsstraff som en påföljd.
Efter ett uppehåll sedan 1960-talet, och sedan dödsstraff återinförts i den federala strafflagen 1988 genomfördes under president George W. Bushs första mandatperiod tre federala avrättningar, varav den sista 2003. Daniel Lewis Lee blev efter ytterligare ett 17-årigt uppehälle den fjärde personen att avrättas i modern tid den 14 juli 2020, sedan nåd nekats av president Donald Trump. 

## Avrättningar efter 1976
De tre personer som avrättats av den federala statsmakten sedan 1963 är:
- Timothy McVeigh, dömd för bombdådet i Oklahoma City 1995, avrättad 2001
- Juan Garza, dömd för knarkrelaterade mord, avrättad 2001
- Louis Jones Jr., dömd för kidnappning och mord, avrättad 2003
- Daniel Lewis Lee, dömd för tre mord under grova omständigheter 1996, avrättad 2020

## 1950-1963
Mellan 1950 och 1963 avrättades 14 personer av den federala statsmakten, av dessa var två kvinnor. Bland dessa 14 kan nämnas makarna Ethel och Julius Rosenberg som dömdes till döden för spioneri.

## Federala brott med dödsstraff
Vissa brott är alltid federala brott med dödsstraff i straffskalan, det gäller till exempel: 
- Mord på presidenten eller någon i hans stab
- Kidnappning av presidenten eller någon i hans stab som resulterar i att offret dör.
- Mord på en medlem i USA:s kabinett, kongressen eller högsta domstolen. Eller kidnappning av en sådan person med dödlig utgång.
  - Även anstiftan eller medhjälp till ett sådant mord
- Terroristbrott
- Spioneri
- Användning av kemiska stridsmedel med dödlig utgång
- Folkmord
- Krigsförbrytelser med dödlig utgång
- Förräderi

### Andra brott
Andra brott som blir federala eftersom de inträffar på federalt territorium har dödsstraff i straffskalan. Till exempel
- Mord av första graden, alltså under förråande omständigheter
- Mord utfört av en federal fånge som är dömd till minst 15 års fängelse.
- Sexuella övergrepp med dödlig utgång
- Sexuellt utnyttjande av minderårig med dödlig utgång
- Användande av explosiva föremål med uppsåt att döda

## Presidentmord
Totalt fyra amerikanska presidenter har mördats: Abraham Lincoln (1865), James Garfield (1881), William McKinley (1901) och John F. Kennedy (1963). 
Morden på presidenterna Abraham Lincoln och James Garfield hanterades av de federala myndigheterna eftersom de ägde rum i Washington D.C.. Övriga mördare (Czolgosz och Oswald) åtalades av delstaterna New York och Texas. 
| Avrättad person    | Datum för avrättning | Avrättningsmnetod | Mördad president | Under president   |
| ------------------ | -------------------- | ----------------- | ---------------- | ----------------- |
| George Atzerodt    | 7 juli 1865          | hängning          | Abraham Lincoln  | Andrew Johnson    |
| David Herold       | 7 juli 1865          | hängning          | Abraham Lincoln  | Andrew Johnson    |
| Lewis Powell       | 7 juli 1865          | hängning          | Abraham Lincoln  | Andrew Johnson    |
| Mary Surratt       | 7 juli 1865          | hängning          | Abraham Lincoln  | Andrew Johnson    |
| Charles J. Guiteau | 30 juni 1882         | hängning          | James Garfield   | Chester A. Arthur |

För mordet på William McKinley 1901 åtalades Leon Czolgosz av delstatmyndigheterna i New York, Czolgosz avrättades med elektriska stolen i oktober 1901.
Så sent som när president John F. Kennedy mördades 1963 var det inte ett federalt brott att mörda presidenten, utan mordet föll under delstaten Texas jurisdiktion. Om inte Lee Harvey Oswald blivit mördad av Jack Ruby hade han förmodligen blivit åtalad för mord. Texas verkställde inga avrättningar efter 1964 och dödsstraffet avskaffades (varpå samtliga dömda fångar, varav de mest nämnvärda Sirhan Sirhan och Charles Manson, fick sina straff omvandlade) 1972, varför han teoretiskt sett kunnat fått en sannolik dödsdom nedsatt till fängelse.

## Militära avrättningar
USA:s militär har avrättat 135 människor sedan 1916, den sista avrättningen ägde rum 1961, då menige John A. Bennett avrättades för våldtäkt och mordförsök. Sedan det amerikanska inbördeskriget har endast en person avrättats enbart för militära brott, Eddie Slovik avrättades 1945 för desertering.

## Avrättningsmetod
Om en federal domstol dömer ut dödsstraff skall samma avrättningsmetod som finns i delstaten där brottet är begånget användas, om det inte finns dödsstraff i den delstaten skall avrättningen ske med giftinjektion. Protokollet för giftinjektioner ändrades under justitieminister William Barr till att använda pentobarbital, istället för den tidigare vanliga cocktailen med tre läkemedel, med kaliumklorid som dödande substans. Detta användes för första gången vid avrättningen av Lewis 2020.
Den federala statsmakten har en anläggning och förordningar endast för avrättningar genom dödlig injektion, men USA:s kodifierade lagsamling tillåter federala sheriffer att använda statliga anläggningar och anställda för federala avrättningar.
Numera är det endast i Terre Haute i Indiana som federala fångar avrättas. Där ligger också dödslängan för manliga dömda, fast ett fåtal (som terroristen Dzjochar Tsarnajev) sitter fängslade på andra anstalter, som ADX Florence.

## Utfärdade dödsdomar
2007 utfärdades i USA sex dödsdomar av federala domstolar, av totalt 115 i hela USA.
Vid utgången av 2007 satt total 48 personer i fängelse efter att dömts till döden av en federal domstol.